# Wiener Monophthongierung
Der Terminus Wiener Monophthongierung ist ein Fachbegriff aus der Sprachwissenschaft, namentlich aus der Dialektologie, und bezeichnet ein Lautgesetz des Wiener Dialekts. Das Phänomen, dass in der lautlichen Entwicklung des Wienerischen bestimmte Zwielaute (Diphthonge) zu einem einzelnen Laut angeglichen (monophthongiert) wurden, kennzeichnet das Wienerische von den umliegenden Dialekten Niederösterreichs und gilt als eines seiner auffälligsten Merkmale.

## Weitere Einzelheiten
Die Monophthongierung der Diphthonge /aɛ/ und /ɑɔ/ wurde zuerst von Karl Luick (1904) und von Gartner (1900) beschrieben. Beobachtet wurde sie im Sprachgebrauch der niederen sozialen Schichten, Luick spricht vom „ausgesprochensten Wienerisch“ (1904, 37), Gartner beobachtet dieses Phänomen in der jungen Generation der unteren Gesellschaftsschichten (1900, 43). Die aus der Monophthongierung hervorgegangenen neuen Monophthonge erhalten eine Ersatzdehnung, z. B.: /vaɛt/ → [væːt] „weit“ und /hɑɔs/ → [hɒːs] „Haus“.